# توكوغاوا إيشيغه
توكوغاوا إيشيغه (باليابانية: 徳川 家重) عاش في الفترة بين (28 يناير 1712 - 13 يوليو 1761) كان تاسع شوغون في شوغونية توكوغاوا والذي حكم في الفترة بين 1745 حتى 1760. إيشيغه هو الابن الأكبر لتوكوغاوا يوشيمونه، وابن حفيد توكوغاوا يورينوبو وحفيد حفيد توكوغاوا إياسو مؤسس شوغونية توكوغاوا.
| مناصب عسكرية           | مناصب عسكرية           | مناصب عسكرية          |
| ---------------------- | ---------------------- | --------------------- |
| سبقه توكوغاوا يوشيمونه | شوغون إيدو 1745 - 1760 | تبعه توكوغاوا إييهارو |